# Centro Habana
Centro Habana (en français : « La Havane centre ») est l'une des quinze municipalités de la ville de La Havane à Cuba.

## géographie
Contigüe aux municipalités de La Habana Vieja, à l'est ; Cerro, au sud ; et Plaza de la Revolución, à l'ouest ; elle est la plus petite municipalité havanaise puisqu'elle s'étend sur 4 km2, totalisant de plus la plus forte densité de population de la capitale avec 39 538 habitants/km2 en 2004, soit 158 151 habitants recensés.

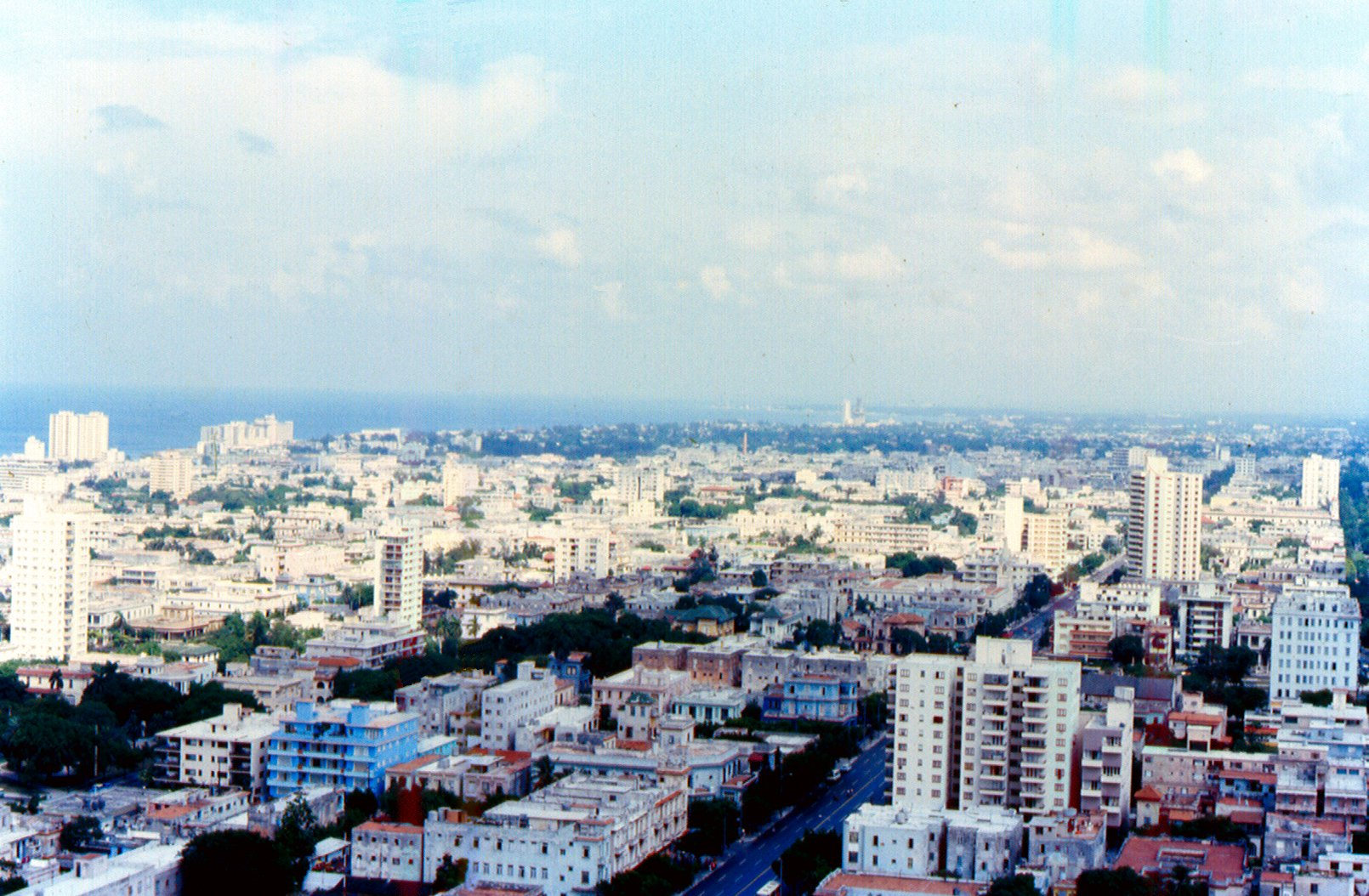
Centro Habana, 1984.

## Urbanisme
Un centre commercial (Plaza de Carlos III), des immeubles de bureaux, des hôtels, des bars et clubs se trouvent dans la municipalité. Le quartier chinois (Barrio Chino) de La Havane est également situé dans ce quartier.

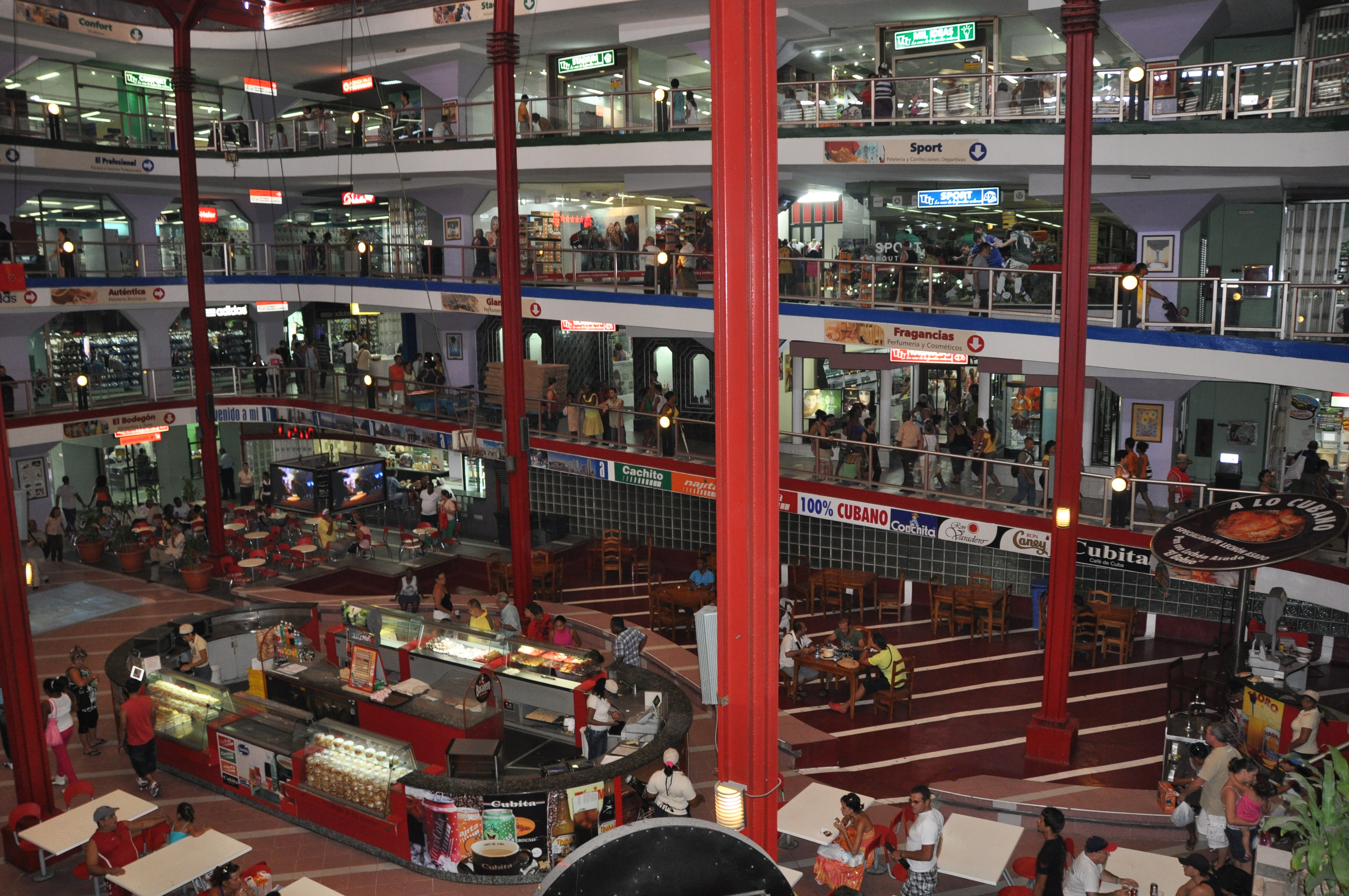
Centre commercial Carlos III, 2011